# 廣州三日屠城記
《廣州三日屠城記》乃香港中和聲片公司在1936年秋季在香港及廣州拍攝的一齣黑白愛國、歷史、艷情、悲壯、歌唱粵語片，原訂拍攝五集，故事大綱由清朝軍隊在部分賣國賊（范承恩）倒戈協助下，攻陷廣州，對平民進行三天大屠殺，直至孫中山成立中華民國及蔣介石北伐成功為止。其第一集最終在1937年3月31日至4月3日在香港中央戲院開映，共四天，每天四場（下午兩時半、五時一刻、晚上七時廿分及九時半），其中晚上兩場由八位主要演員（陳倩如、曾婉清、許忠俠、胡達觀、胡陶松、陳劍非、劉桂康及鄭君綿）隨片登臺，表演十五至廿分鐘的歌舞及中國功夫。然而第二至第五集胎死腹中。第一集完場時，清軍被重創，尚未攻佔廣州城，因此片名《廣州三日屠城記》其實並不恰當。此片乃艷星陳倩如與喜劇演員鄭君綿的電影處女作。

## 劇情
第一集清軍圍城，激發廣州人民不論貧富，各階層人士，一致團結對抗外敵，可惜敵眾我寡……，文盲小販屠夫王公俠（劉桂康飾演）與賣菜仔周忠華（鄭君綿飾演）棄置在菜市場的攤檔去從軍；富有秀才汪少茂（許忠俠飾演）放棄富有的家庭及美艷妻子汪蘇氏（陳倩如飾演）亦從戎。少年俠士鄺鴻（胡達觀飾演）與女俠江幗英（曾婉清飾演）乃武林俠侶，兩人為國，喬妝成村女深入白雲山腹地，剌探清軍軍情，打鬥連場……，富有秀才汪少茂（許忠俠飾演）以自己的容貌與守城猛將江槱將軍相同，自告奮勇，與十多名敢死隊員，帶著暗藏烈性炸藥的銀磚，直搗清軍總部假裝投誠，然後引爆炸藥同歸於盡作終結。
第一集完場時，清軍被重創，尚未攻佔廣州城。

## 演員
- 陳倩如飾演汪蘇氏，汪少茂的美艷妻子；
- 曾婉清飾演女俠江幗英，明朝江槱將軍的女兒，武功高強；
- 許忠俠飾演秀才汪少茂，乃廣州西關繡花街的富戶；以及分飾江槱將軍，廣州城的守城猛將；
- 胡達觀飾演少年俠士鄺鴻，明朝貴族鄺露的兒子；
- 胡陶松飾演范承恩將軍，臭名遠播的『范草包』；
- 陳劍非飾演滿州韃子貝勒賴和；
- 劉桂康飾演肥義士，屠夫王公俠；
- 鄭君綿飾演瘦義士，賣菜仔周忠華；
- 鄭賢飾演明朝貴族『中書舍人』鄺露，著名詩人及古箏高手；
- 葉全華飾演明朝兩廣總督杜永和；
- 李禎賀飾演明朝南陽伯爵李元胤；
- 吳石屋飾演李建捷將軍，明朝南陽伯爵李元胤的胞弟。
- 郭非弱飾演滿州『平南王』尚可喜將軍，臭名遠播的『殺人王』；
- 曾偉雄飾演滿州『靖南王』耿繼茂將軍；
- 戴影山飾演滿州師爺哈志遠；

## 電影插曲
四闕電影插曲，皆由胡麗天寫辭；梁以忠撰曲：
- 《南征曲》，陳劍非獨唱
  - 大將南征膽氣豪，腰橫秋水雁翎刀。風吹鼉鼓山河動；電閃旌旗日月高。歌聲慷慨、體態窈窕，果然更比塞上俏。鐵板銅琶、檀唇柳腰，果然更比塞上嬌。天上麒麟原有種。穴中螻蟻豈能逃？太平待召歸來日，一統盛世頌唐堯。
- 《待君凱旋還》，曾婉清獨唱
  - 待君凱旋還，請聽凱旋篇。君不見中原皇氣沉，笳聲飛渡山海關。烽火輕易大地色，鐵騎踏破舊江山。多少人家室無壁？多少人家室無椽？戰…！戰…！戰…！，寧為疆場珠玉碎；不作簷下瓦石全！
  - 待君凱旋還，請聽凱旋篇。君不見長行十萬眾，人逐胡騎遍野翻。舞槊刀光劍影裏，躍馬青山、白水間。前…！前…！前…！，片言贈君，君記取，不搗黃龍莫生還！戰…！戰…！戰…！前…！前…！前…！不搗黃龍莫生還！
- 《擒王曲》，劉桂康、鄭君綿合唱
  - 劉：挽弓當挽強；用箭當用長。射人先射馬；擒賊先擒王。
  - 鄭：就算擒賊先擒王，您祇可食雞下裝，食腿不能走，係攻敵嘅妙方。若然不相信，瘦仔便知詳，不說謊，不說謊。
  - 劉：何須用珍饈美味，俺祇要簞食壺漿。中原無一片乾淨土，重任寄邊疆。義旗到處，虜喪膽。戰死沙場，骨亦香。不願凌閣畫像；不願青史留芳，祇知持戈衛社稷，便是干城將。愧煞南面屈膝者，祇作封候夢想。餓食敵人肉；渴飲敵血漿；怒吞敵人頭；恨撕敵人肝。我和您敵愾同仇，我願我先嘗，莫笑我貪饞；莫笑我食量。那怕胡兒十萬兵，祇夠我飽餐一場。是這樣的抓；是這樣的搶。
  - 鄭：請肥大哥筷下留情，咪咁無大方。哈哈哈！哈哈哈！哈！
- 《萬古流芳曲》，陳倩如獨唱
  - 小別幾月尚斷腸，那堪一別永訣中遺恨窮？碧落冷風到簾櫳，憶君惟有月知晚，一泓秋水照碧空。人孰不有死？何如泰山重。可憐深閨畫燭盡，永照人世可憐蟲。三生如有舊姻緣，叮嚀更向來生種。無語怨東風，淚灑杜鵑紅。如夢如夢，賸得心頭隱痛；別也別也，願您前途珍重；歸來歸來，期待您三更夢。

## 外景地點
- 廣州白雲山